# 역행 행성
역행 행성은 모항성과 반대되는 방향으로 공전하는 행성을 가르키는 단어이다. 역주행 행성이라는 이름으로도 불린다. 

## 설명
역행 행성은 모항성과 반대되는 방향으로 공전하는 독특한 특징을 가지고 있다. 태양이란 항성을 중심으로 이뤄진 태양계에는 역행 행성이 없지만 다른 항성에 형성된 행성계의 외계 행성 중에서는 역행 행성이 존재하는 경우가 있다. 현재까지 알려진 역행 행성에는 지구로부터 900광년 떨어진 곳에 위치하고 있는 K2-290과 K2-290A라는 쌍성계를 도는 외계 행성이 있다. 역행 행성이 만들어지는 원인에는 크게 두가지의 원인으로 생성된다고 추측할 수 있다. 첫번째는 원래 모항성이 없이 우주를 돌아다니는 떠돌이 행성이였지만 이후 어느 항성의 중력에 의해서 포획되어 그 항성이 가진 행성계로 새로이 편입될 경우에는 그 행성은 역행 행성이 될 수 있다. 두번째는 아예 원시 행성계의 원반이 변화하는 경우로 이런 경우는 보통 두개의 항성이 서로를 공전하는 쌍성계에서 흔히 나타나는 현상이다. 태양계에서는 역행 행성은 없지만 역행 위성은 존재하는데 태양계에서 행성의 공전 방향과 반대 방향으로 공전하는 역행 위성으로는 토성의 위성인 포에베가 있다.

## 같이 보기
- 행성
- 중력
- 천문학